# Liédson
Liédson da Silva Muniz dit Liédson, né le 17 décembre 1977 à Cairu, est un footballeur brésilien naturalisé portugais. Il a joué au poste d'attaquant au Sporting CP.

## Biographie
Il jouait au Sporting CP et est surnommé « o levezinho » en raison de son faible poids. Il a longtemps manifesté son envie de représenter la sélection nationale portugaise. Il n'a jamais été convoqué par l'ancien sélectionneur brésilien de la Seleção, Luiz Felipe Scolari. Finalement son rêve s'exauce, en août 2009 quand Carlos Queiroz, le sélectionneur du Portugal à l'époque, le sélectionne pour les matchs contre le Danemark et la Hongrie. 
Il participe à la Coupe du monde 2010, dans laquelle il inscrit un but lors de l'écrasante victoire 7-0 du Portugal face à la Corée du Nord au premier tour.  
En février 2011, à l'âge de 33 ans il rejoint l'un de ses anciens club au Brésil, le SC Corinthians de São Paulo. Sa première année (2011) fut très réussie, avec 23 buts en 44 matchs officiels, la deuxième (2012), un peu moins (5 buts en 29 matchs officiels). L'été 2012, il rejoint un autre de ses anciens clubs, en signant au Flamengo. Le 24 janvier 2013, il signe un contrat au FC Porto.

### Livre
Il a écrit son autobiographie en 2006 qui s'intitule « A Minha Historia ».

## Carrière

### Clubs
| Période   | Club           | Pays     | Matchs / Buts       |
| --------- | -------------- | -------- | ------------------- |
| 2001      | Coritiba FC    | Brésil   | 9 matchs / 5 buts   |
| 2002      | CR Flamengo    | Brésil   | 24 matchs / 14 buts |
| 2003      | SC Corinthians | Brésil   | 18 matchs / 10 buts |
| 2003-2004 | Sporting CP    | Portugal | 30 matchs / 15 buts |
| 2004-2005 | Sporting CP    | Portugal | 31 matchs / 25 buts |
| 2005-2006 | Sporting CP    | Portugal | 31 matchs / 15 buts |
| 2006-2007 | Sporting CP    | Portugal | 28 matchs / 15 buts |
| 2007-2008 | Sporting CP    | Portugal | 26 matchs / 11 buts |
| 2008-2009 | Sporting CP    | Portugal | 26 matchs / 17 buts |
| 2009-2010 | Sporting CP    | Portugal | 28 matchs / 13 buts |
| 2010-2011 | Sporting CP    | Portugal | 15 matchs / 5 buts  |
| 2011      | SC Corinthians | Brésil   | 28 matchs / 12 buts |
| 2012      | SC Corinthians | Brésil   | 6 matchs / 1 but    |
| 2012      | Flamengo       | Brésil   | 16 matchs / 4 buts  |
| 2013-     | FC Porto       | Portugal | 3 matchs / 0 buts   |

- 6 buts en 16 matchs de C1

### Buts internationaux
| #  | Date             | Lieu                                          | Adversaire    | Score | Résultat | Compétition                         |
| -- | ---------------- | --------------------------------------------- | ------------- | ----- | -------- | ----------------------------------- |
| 1. | 5 septembre 2009 | Parken Stadium, Copenhague (Danemark)         | Danemark      | 1-1   | Nul      | Qualifs pour la Coupe du monde 2010 |
| 2. | 10 octobre 2009  | Estádio da Luz, Lisbonne (Portugal)           | Hongrie       | 3-0   | Victoire | Qualifs pour la Coupe du monde 2010 |
| 3. | 4 mars 2010      | Estádio Cidade de Coimbra, Coimbra (Portugal) | Chine         | 2-0   | Victoire | Amical                              |
| 4. | 21 juin 2010     | Cape Town Stadium, Le Cap (Afrique du Sud)    | Corée du Nord | 7-0   | Victoire | Coupe du monde 2010                 |

## Palmarès
- 2003 Champion de São Paulo SC Corinthians  Brésil

- 2007 et 2008  Vainqueur de la Coupe du Portugal Sporting CP  Portugal

- 2007 et 2008 Vainqueur de la Supercoupe du Portugal Sporting CP  Portugal

- 2005 Finaliste de la Coupe UEFA Sporting CP  Portugal

- 2005 et 2007 Meilleur buteur du Championnat de Portugal Sporting CP  Portugal

- 2008 et 2009 Finaliste de la Carlsberg Cup Sporting CP  Portugal

- 2011 Championnat Brésilien Série A SC Corinthians  Brésil
- 2012 Copa Libertadores SC Corinthians  Brésil

- 2013 Vainqueur du championnat du Portugal FC Porto  Portugal

## Statistiques de Liedson avec le Sporting
- 112 buts en 206 matches du Championnat du Portugal
- 6 buts en 21 matches de Ligue des champions
- 6 buts en 14 matches de Ligue Europa
- 14 buts en 25 matches de Coupe UEFA
- 10 buts en 10 matchs de Taça Da Liga
- 18 buts en 25 matchs de Taça de Portugal

Total de buts pour le Sporting : 313 matches, 172 buts soit 0,55 but par match